# Vicq-sur-Nahon
Vicq-sur-Nahon är en kommun i departementet Indre i regionen Centre-Val de Loire i de centrala delarna av Frankrike. Kommunen ligger i kantonen Valençay som tillhör arrondissementet Châteauroux. År 2022 hade Vicq-sur-Nahon 681 invånare.

## Befolkningsutveckling
Antalet invånare i kommunen Vicq-sur-Nahon
Referens:INSEE